# Kisboldogasszony-templom (Pápa)

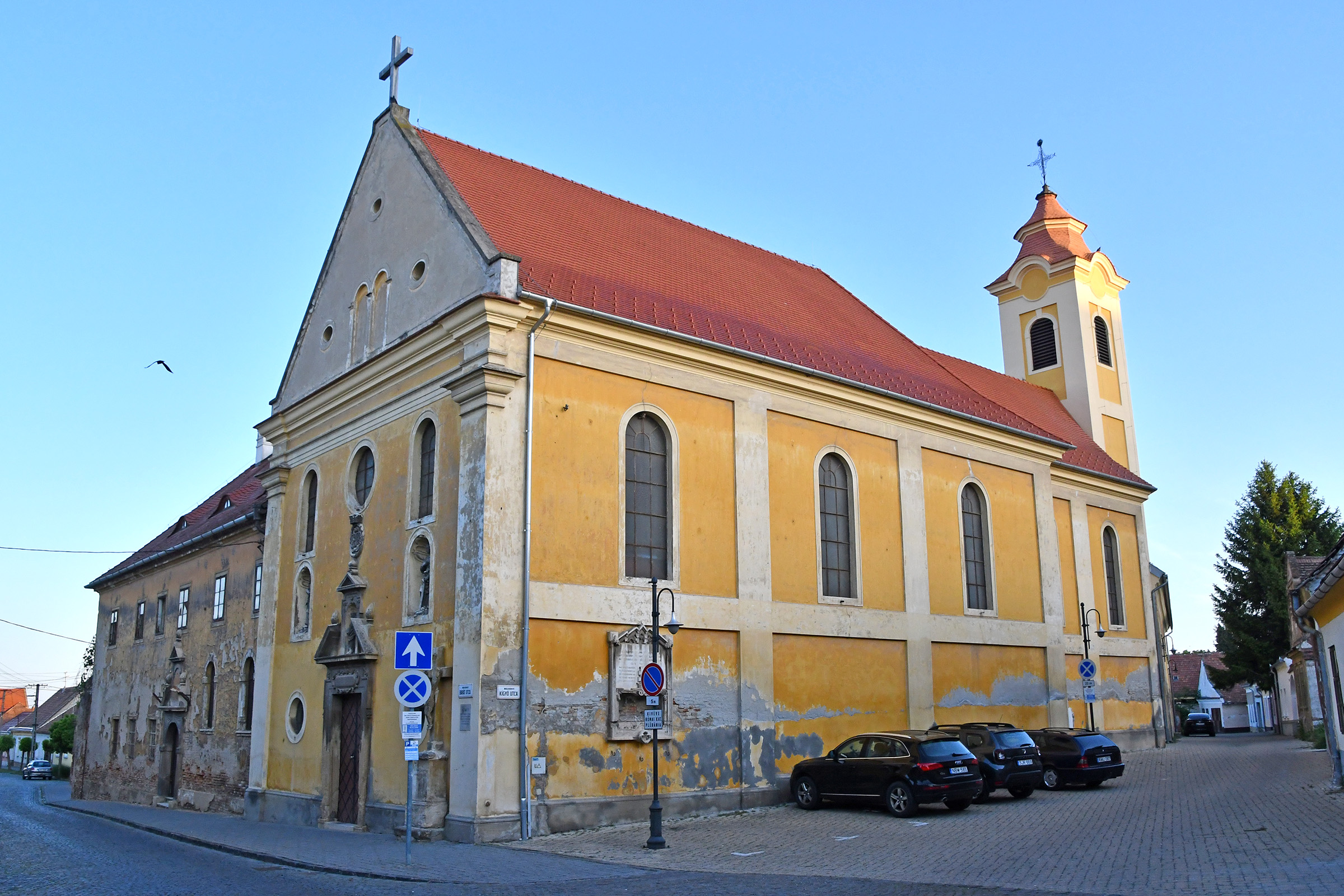
A templom és a kolostor délkeleti irányból

A pápai Kisboldogasszony-templom (gyakran ferences templom) egy barokk stílusú római katolikus templom. Mai formájára 1764-re építették föl a ferencesek.

## Története
A ferences szerzetesek valószínűleg a 15. század közepén telepedtek meg Pápán a várost birtokló Garai család támogatásával. Első, Szent László nevét viselő kolostoruk és kápolnájuk helye a mai Szent László utcában lehetett. A következő század közepéig háborítatlanul éltek a biztonságot nyújtó várban, a huszonegy szerzetes iskolát tartott fenn, sőt 1535-ben a török elől Pápára menekítették Nagyváradról a rend teológiai főiskoláját, 1543-ban pedig az ozorai zárda kincseit. 1559-ben azonban a reformáció térhódítása, az új hittel rokonszenvező Enyingi Török János és Enyingi Török Ferenc földesurak nyomása, valamint a török fenyegetés miatt a ferencesek kénytelenek voltak elhagyni a várost.
A rend 1660-ban tért vissza az immár katolikus földesúr, Esterházy Ferenc és felesége, Thököly Katalin hívására. A gróf építtette fel 1678 és 1680 között a templomot és a kolostor nyugati, Barát utcai szárnyát. A Rákóczi-szabadságharcban Pápa a fejedelmet támogatta, ezért 1707-ben a labancok felégették a várost; a tűzvészben a kolostor és a templom is leégett, kijavításukra csak 1715-ben, illetve 1722-ben került sor. 1747-ben ismét a tűz martaléka lett a templom, 1764-ben építtette újjá Esterházy Károly püspök, és ekkor épült a kolostor keleti, Kígyó utcai szárnya is. Ezt követően az épületegyüttes háromszor esett át nagyobb felújításon, 1822-ben, 1921-ben és 1940-ben.
A kommunista államhatalom 1950-ben rendeletileg feloszlatta a szerzetesrendeket. A ferencesek több ezer kötetes könyvtárának, melyben számos nagy értékű, sok százéves kötetet is őriztek, illetve helytörténeti szempontból felbecsülhetetlen értékű levéltárának nyoma veszett. A kolostorban a rendszerváltás előtt állami hivatalok működtek, ma üresen áll, állaga rohamosan romlik.

## Leírása

### Külső megjelenése
Az 1764-ben újjáépült pápai templom olasz barokk stílusú. Az épület stílusában megegyezik az 1743-ra felépült, a magyarországi ferences templomépítészet csúcsának számító székesfehérvári Szent Imre-templommal. A pápai templom építésénél valószínűleg a fehérvári templomot tekintették példaként.
Barát utcai főhomlokzata rendkívül mozgalmas tagolású, szimmetrikus elrendezésű. Két kerek ablak között nyílik a kőkeretes kapu, felette díszes keretben latin nyelvű kronogramma olvasható:
(Gróf Esterházy Ferencnek és feleségének, Thököly Katalinnak a Boldogságos Szűz fizesse meg ezt a jótéteményüket, és Ferenc griffje legyen legyőzhetetlen, hogy még késő vénségében is új rózsaszálakat gyűjthessen [az előbbiek mellé]). A római számnak is megfelelő betűk számértékeit összeadva a templom építésének kezdetét, az 1677-es évszámot kapjuk.
A kapu feletti félköríves záródású falfülkében áll az úgynevezett Immaculata-szobor (Szeplőtelen Szűz), mely a gyermekét karján tartó Szűzanyát ábrázolja. Mellette két nagyobb, ugyancsak félköríves fülke mélyed a falba, bennük baloldalt a kezében keresztet tartó Szent Ferenc, jobboldalt az íróvesszőt tartó, kardjára támaszkodó Szent Katalin szobra áll. Felettük középen az egyesített Esterházy-Thököly-címer, majd három ablak (két hosszúkás között egy kerek) következik. A homlokzatot két hatalmas pilaszter és magas oromzat zárja le. A templom órapárkányos tornya ferences szokás szerint nem a főhomlokzati oldalon, hanem a szentély felől, a templomhajó és a kolostor között épült.
A Kígyó utcai oldalhomlokzat síkját pilaszterek és három hosszúkás, íves záródású ablak bontja meg. Itt áll az első világháború hadifogságban elhunyt hőseinek díszesen faragott emlékműve, Závory Zoltán és Schneider Géza munkája: a szobor egy halotti pózban fekvő, fején sisakot viselő katonát ábrázol, felette a koronából kinövő kettőskereszttel. A Barát utcai oldalon áll egy 1875-ben kegyeletből állított feszület.

### Belső tere

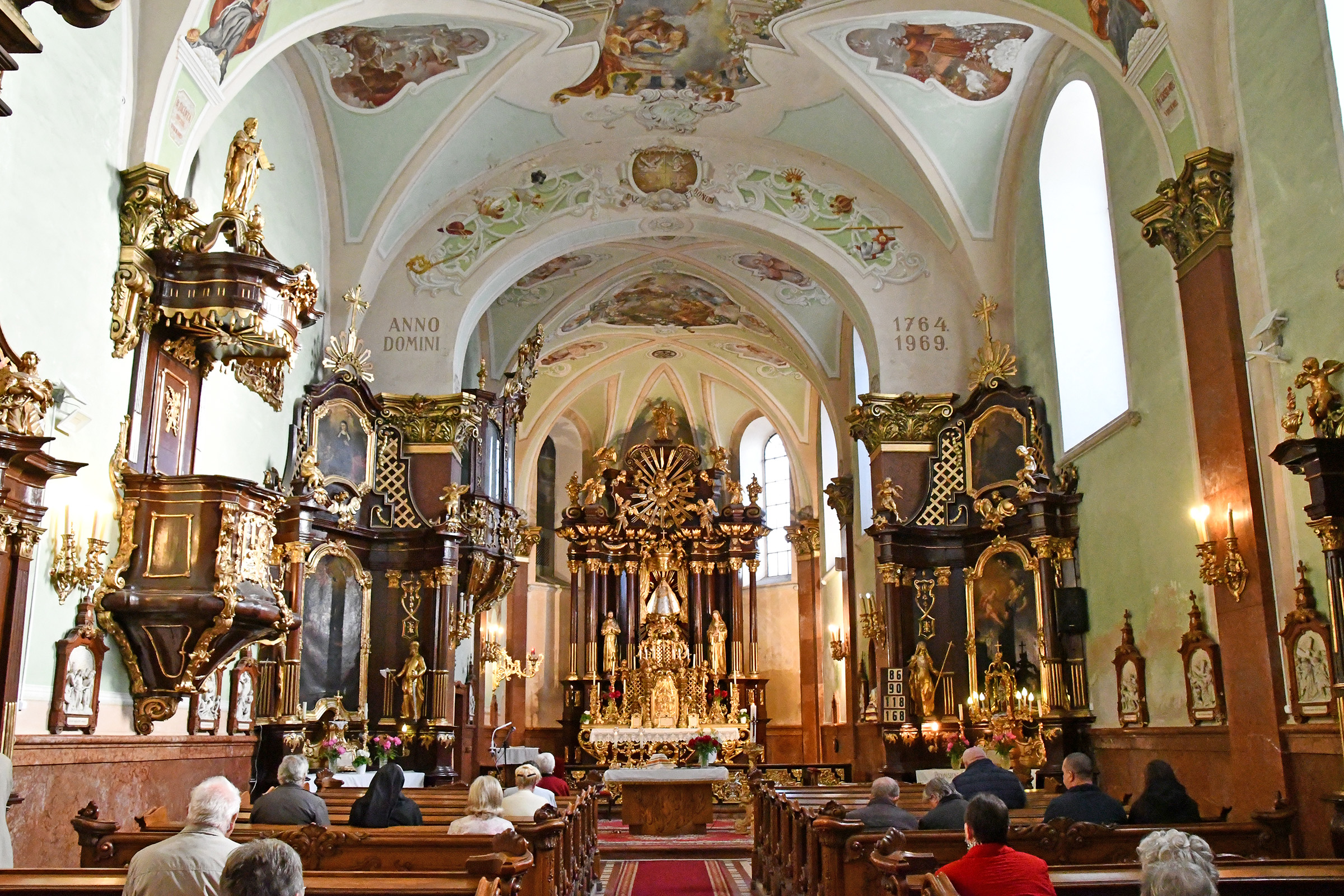
A templom belső tere

A hármas tagolású dongaboltozattal fedett templomhajóhoz keskenyebb, félkör alaprajzú szentély kapcsolódik. Benne hatalmas, gazdagon aranyozott neorokokó főoltár áll, melyet Hámori Béla készített az 1921-es renoválás során (a korábbi vörösmárvány főoltár 1822-ben készült). A régi és a jelenlegi főoltárnak is központi eleme a Máriacelli Szűzanya 18. századi ezüstruhás faszobra.
A szentély falán, az oltártól balra függött valaha díszes rokokó keretben a templomépítő Esterházy-Thököly házaspár fogadalmi képe. A kép, melyen a házaspár felajánlja a várost a Máriacelli Szűzanyának, ma a Kígyó utcai kolostorszárnyban látható, felirata: EX VOTO OBTVLERVNT TEMPORE BELLI DIRÆQVE PESTIS. AB HOSTE LUCUM HUNC FOVE ET PESTEM AB HINC AMMOVE (Fogadalomból felajánlották a háború és az átkozott pestis idején. Védd meg e helyet az ellenségtől, a pestist pedig távoztasd el innét). A felirat első mondata itt is kronogrammát alkot: a számjegyek összege a pestisjárvány évét, 1683-at adja ki. Érdekesség, hogy a kép hátterében látható a középkori pápai vár és plébániatemplom egyetlen hiteles ábrázolása.
1732-ből való a kegyúri oratórium rokokó motívumokban gazdag, faragott erkélye csakúgy, mint a négy barokk mellékoltár. A mellékoltárokat vékony oszlopok keretezik, közöttük az oltárkép előtt egy-egy szent faragott, aranyozott szobra áll, valószínűleg a templommal egykorúak. A templom jobb (déli) oldalán a Szent Antal- és a Szent József-oltár, a bal (északi) oldalon a Szent Ferenc- és a Jézus Szíve-oltár áll, közöttük a figurális díszítésekben gazdag, aranyozott szószék. A háromrészes orgonakarzat alatti részt neobarokk tölgyfaburkolat fedi, rajta Szent Paszkál, Szent Antal, Szent Teréz és a Magyarok Nagyasszonya szobrai.

### Freskói

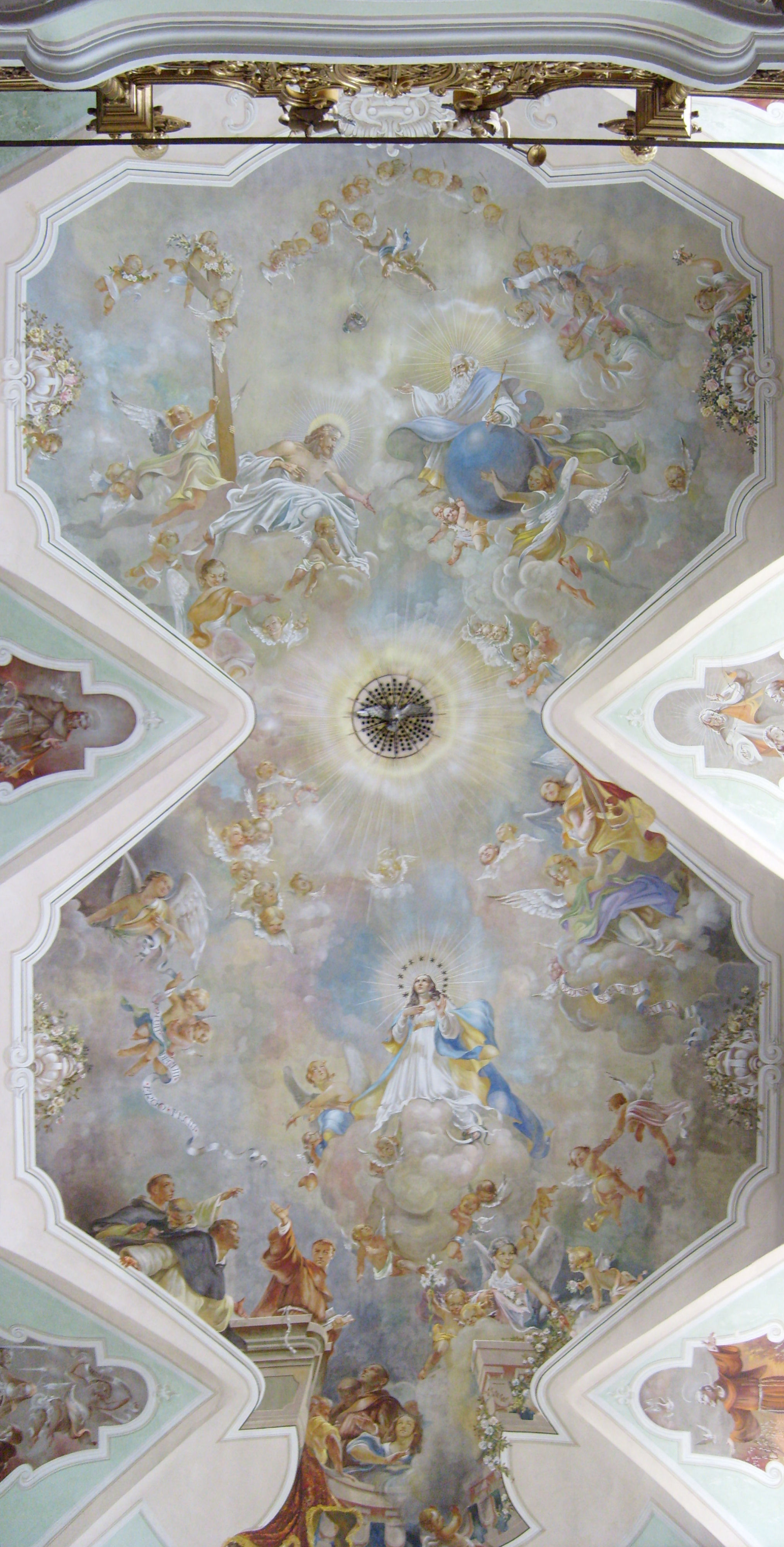
A templomhajó freskója

A templom barokk freskóit helyi mesteremberek, Závory Zoltán festőművész és a Bíró-testvérek készítették 1940 őszén.
A szentély freskóján Szent Ferenc kérésére Szűz Mária könyörög Jézushoz a Portiuncula templomi búcsúért. A központi képet négy ferences rendi szent arcképe veszi körül: Szent Bonaventura, sziénai Szent Bernardin, Baylon Szent Paszkál és Porto Maurizió-i Szent Lénárd.
A templomhajó freskója két részből áll. Alsó részének központi alakja Szűz Mária, aki A jelenések könyvében leírtak szerint jelenik meg: a puttók tartotta felhőn álló, fehér ruhát és arany bélésű azúrkék köpenyt viselő asszonyalak bal lába alatt a Hold, feje körül tizenkét csillagból álló korona, szemével a Szentháromságra tekint.
A kép alján a 13. században élt ír ferencest, John Duns Scotust látjuk, amint Domonkos-rendi szerzetesekkel vitatkozik a szeplőtelen fogantatás tanáról, miközben egy angyal fehér liliomokat nyújt felé. A felette lebegő angyalok kezében levő szalagon Duns Scotus híres mondását olvashatjuk: potuit, decuit, ergo fecit, vagyis Isten megtehette, illendő volt, tehát megtette, hogy Mária szeplőtelenül hozza világra Jézust. A kép másik oldalán − Mária mellett − az angyalok az ordinis seraphici patrona (A ferences rend patrónája) feliratot tartják.
A kompozíció a szomszédos, orgonakarzat felőli fiókboltozatban folytatódik a Szentháromság ábrázolásával: a puttók tartotta felhőn ülő Krisztus mögött egy angyal ferde keresztet tart, mellette ugyancsak angyalok tartotta földgömbön a kezével áldást osztó Isten ül. A galamb alakjában megjelenő Szentlélek a két fiókboltozat találkozásánál helyezkedik el, ezzel a kompozíció középpontját alkotja.